# 孔桂
孔桂（?—?），字叔林，天水郡（治今甘肃省甘谷县东）人，三国时曹魏官员。
建安初年，孔桂多次为将军杨秋出使拜见曹操，曹操表拜他为骑都尉。曹操喜欢他，让他在左右，出入随从。孔桂注重观察曹操的意图，见到他高兴的时候，于是婉转表达自己的奉承性建议，很多事被曹操采纳，多次得赏赐，其他人也给他赠送财物，孔桂由此生活奢侈。曹操既喜欢孔桂，五官将曹丕及诸侯也亲近他。其后孔桂见曹操久不立太子，而有意於临菑侯曹植，于是亲附曹植而怠慢曹丕，曹丕讨厌他。到曹操死后，曹丕即王位，未及致罪。黄初元年，随例转拜驸马都尉。而孔桂私下接受西域财宝贿赂，答应给人家办事。事发后，被处死。